# Polistes waldoi
Polistes waldoi är en getingart som beskrevs av Dover 1926. Polistes waldoi ingår i släktet pappersgetingar, och familjen getingar. Inga underarter finns listade i Catalogue of Life.